# Parijatah Kulon
Parijatah Kulon is een plaats en bestuurslaag op het 4de niveau (kelurahan/desa) in het noordwestelijke deel van het onderdistrict (kecamatan) Srono,
in het regentschap Banyuwangi van de provincie Oost-Java, Indonesië. 
Parijatah Kulon telt 6.113 inwoners (volkstelling 2010). Binnen de desa Parijatah Kulon liggen 5 dorpen en gehuchten.
De 5 dusun van Parijatah Kulon:
- Dusun Kertosono
- Dusun Krajan
- Dusun Melik
- Dusun Paiton
- Dusun Rayud

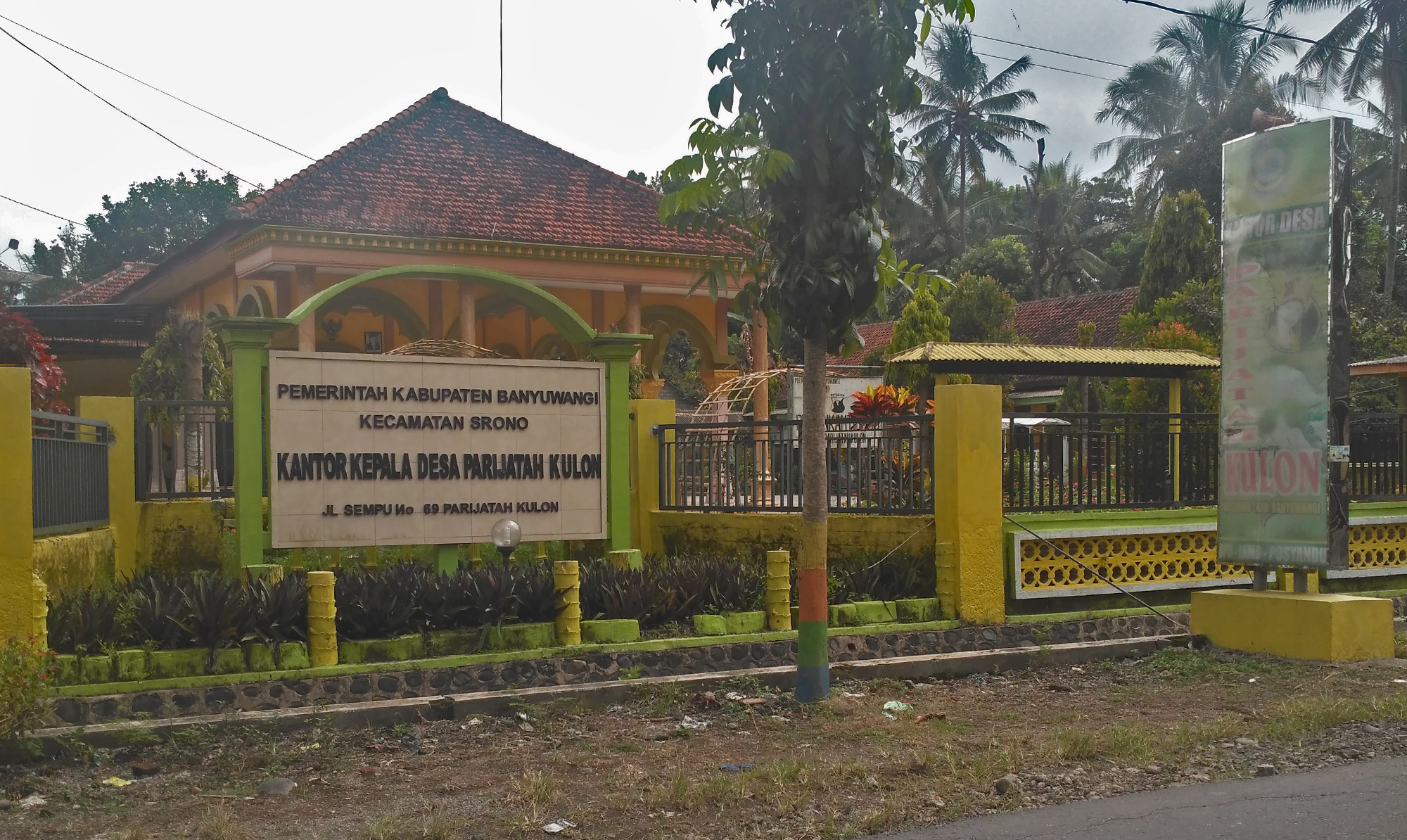
Kantoor van Desa Parijatah Kulon onderdistrict Srono